# École nationale supérieure de mécanique et d'aérotechnique
École nationale supérieure de mécanique et d'aérotechnique (ENSMA) és una escola d'enginyeria francesa creada el 1948.
L'ENSMA és una escola privada que forma enginyers especialitzats en els àmbits de l'aeronàutica.
Situada a Chasseneuil-du-Poitou, l'escola es va incorporar al Groupe ISAE.